# Karl Heinrich Schleiden
Karl Heinrich Schleiden (* 8. Oktober 1809 in Hamburg; † 5. Januar 1890 ebenda) war ein Hamburger Theologe, Schulgründer und Politiker.

## Leben
Schleiden wurde als Sohn des Arztes und Physicus Andreas Benedictus Schleiden (1775–1853) geboren. Sein älterer Bruder war der Botaniker Matthias Jacob Schleiden. Nachdem Karl Heinrich Schleiden das Johanneum und das akademische Gymnasium in Hamburg besucht hatte, studierte er erfolgreich in Jena, Göttingen und Berlin Theologie und Philosophie.
Er kehrte 1834 nach Hamburg zurück, legte dort am 21. November 1834 die Kandidatenprüfung am geistlichen Ministerium ab und verbrachte die nächsten Jahre nach Art Hamburgischer Kandidaten mit Unterrichten und gelegentlichem Predigen. Im Jahre 1839 wurde er in einen lebhaften theologischen Streit verwickelt, indem er zwei unter Pseudonym erschienene Schriften von seinem rationalistischen Standpunkte aus mit großer Schärfe kritisierte.
Der Streit gipfelte in einem 1840 an das geistliche Ministerium gerichteten Antrag auf Ausschließung Schleidens von den Hamburgischen Kanzeln. Zwar lehnte das Ministerium diesen Antrag ab, doch wurde Schleiden die Verpflichtung auferlegt, nur „der Bibel und dem Hamburgischen Katechismus gemäß“ zu lehren.
Schleiden wandte sich daraufhin zunehmend der Reformierten Kirche zu, der er endgültig 1873 beitrat.
1842 gründete er eine Knabenschule, die Schleidensche Schule, die er bis 1872 führte.
Am 16. Juli 1842 heiratete er Ida Speckter (21. Juli 1809 – 3. Februar 1894), Tochter von Johannes Michael Speckter. Otto Speckter war sein Schwager.

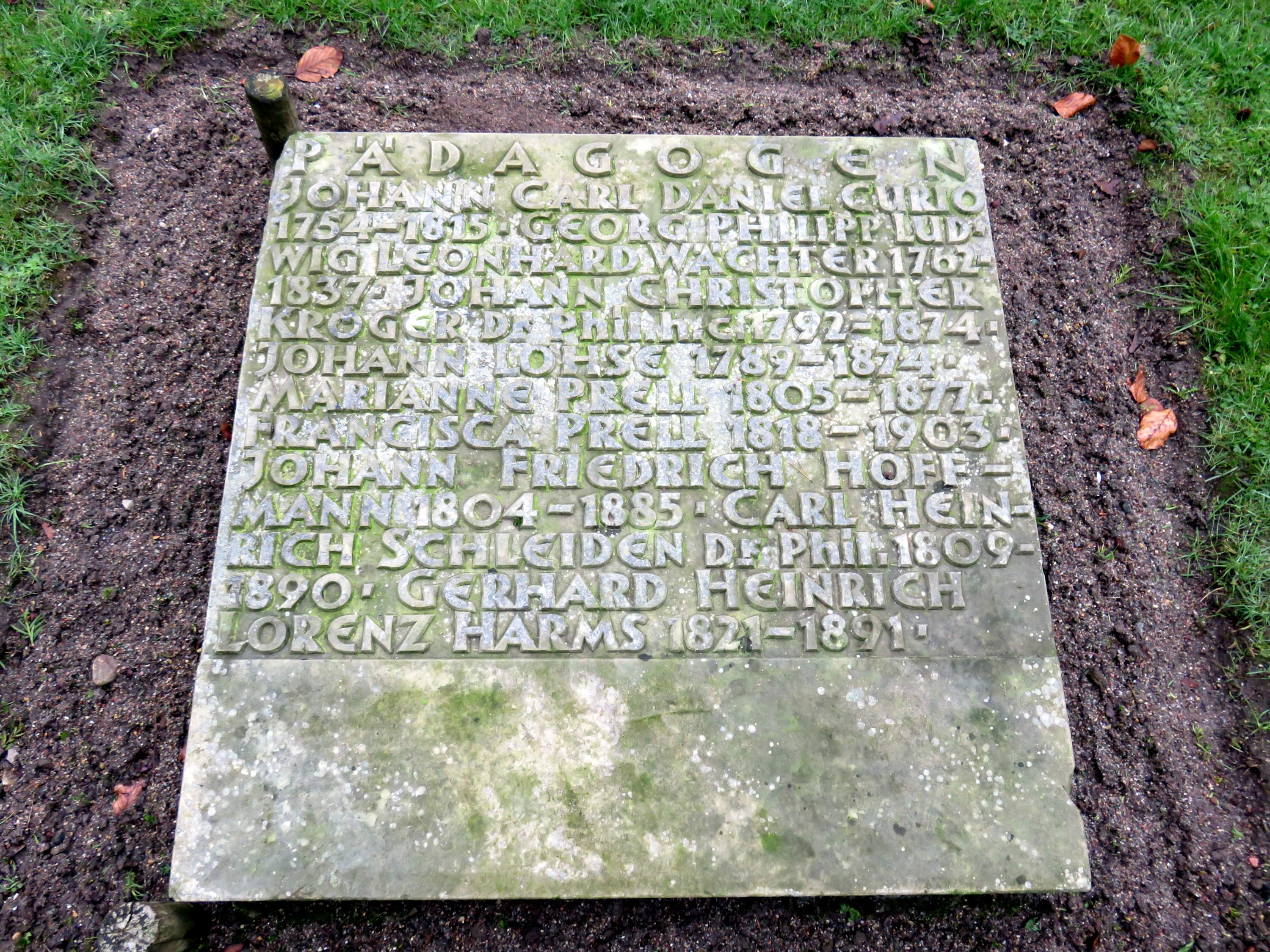
Grabmaltafel Althamburgischer Gedächtnisfriedhof Ohlsdorf

Von 1859 bis 1865 gehörte Schleiden der Hamburgischen Bürgerschaft an und war auch Mitglied der Hamburger Turnerschaft von 1816.
Schleiden war eng mit Theodor Storm befreundet.

## Ehrung
In Hamburg befindet sich im Bereich des Ohlsdorfer Althamburgischen Gedächtnisfriedhofs ein Sammelgrabmal (“Pädagogen”) zu Ehren von Carl Heinrich Schleiden und anderen.